# 김해 마현산성
김해 마현산성(金海 馬峴山城)은 대한민국 경상남도 김해시 생림면에 있는 산성이다. 1996년 3월 11일 경상남도의 기념물 제150호 마현산성으로 지정되었다가, 2018년 12월 20일 현재의 명칭으로 변경되었다.

## 개요
新增 東國輿地勝覽 金海都護府 城地條에 보면 「마현성 : 과녀산성(寡女山城)」 이라고 한다. 북쪽으로 30리, 둘레 1300척 우물의 하나이다. 」 라고만 기록되어 있어 자세한 축성내역은 일 수가 없다. 일설에는 가락국 수로왕때 축조된 것이라고 하나 신빙성이 없다. 위치는 생림면 면소재지인 봉림에서 밀양, 삼량진으로 가는 지방도로를 따라 북쪽으로 4km정도 올라가면 마현마을이 있는데 이 마을 건너편 즉 도로 오른쪽에 있는 산성 성이 바로 마현산성이다.

## 현황
이 성은 해발 약 215m 정도의 뾰족하고 경사가 심한 독립된 산봉우리 정상부 주위에 축조되어 있다. 이 산성의 동쪽과 북쪽 일부는 천연의 암벽으로 되어 있으므로 성벽은 이 절벽을 이용하면서 석축은 서쪽과 남쪽에만 설치되어 있다. 성벽의 장축은 지형을 따라 남북으로 길게 설치 되었으며 서쪽 중앙부가 약간 안으로 밀려 들어와 전체가 누에고치 모양을 이루었다. 성벽이 많이 붕괴되긴 하였으나 비교적 잘 남아있는 편이며. 북쪽과 남쪽에 각각 門址가 남아 있다. 성벽은 밑이 넓고 위가 점차 쫍아지게 쌓았는데 자연석을 이용하였다. 그리고 서쪽 중앙부의 경사가 심한 곳에는 주성벽 아랫쪽에 보조성벽을 만들어 2단으로 되어 있으며 붕괴를 막기 위한 조치로 보인다. 전체길이 약 600m정도이며 잘 남아있는 부분은 높이 3m, 상부쪽 4m정도이다. 북문의 구조는 중앙이 쫍고 내외부분이 넓게 만들어져 있으며 특히 외부에는 옆의 성벽을 길게하여 성내부가 직접 들여다 보이지 않도록 하였다. 산 정상부 주위에 설치한 전형적인 테뫼식 산성이다.

## 참고 자료
- 김해 마현산성 - 국가유산청 국가유산포털